# The Peacemaker (film 1997)
The Peacemaker è un film del 1997 diretto da Mimi Leder, con George Clooney e Nicole Kidman. È il primo film prodotto dalla DreamWorks SKG.

## Trama
In Russia, durante il trasporto su treno di missili balistici R-36M con testate nucleari, il Generale Kodoroff, corrotto e insoddisfatto, con l'aiuto di un altro graduato e di alcuni militari a lui fedeli, riesce a impossessarsi di 9 delle 10 testate nucleari MIRV trasportate; una viene armata e lasciata sul treno che, privo di guida, viene immesso su un binario dove finisce per scontrarsi con un altro treno che proviene dal senso opposto. Poco dopo il disastroso incidente, la testata armata esplode, mentre Kodoroff e i suoi complici si sono messi al riparo in una galleria, l'esplosione serve per coprire il furto delle testate, la ricaduta nucleare infatti proibirà di raggiungere la zona per svariati giorni. Sull'incidente indagano la dottoressa Kelly, esperta in fisica nucleare, che lavora per l'anti contrabbando nucleare americano e il colonnello Devoe. I due scoprono ben presto che dietro all'incidente c'è qualcosa di più grande. Usando anche metodi poco diplomatici, riescono a recuperare otto delle nove testate trafugate dirette in Iran e a uccidere Kodoroff. All'appello manca però una testata. I due scoprono che è finita nelle mani di Dušan Gavrić, cittadino della ex Jugoslavia, che durante la guerra nel suo paese ha perso moglie e figlia ed è ora deciso a vendicarsi contro quelli che lui ritiene essere i colpevoli: si dirige a New York, dove ha deciso di far esplodere l'ordigno, uccidendo centinaia di migliaia di persone innocenti. Dopo una pericolosa corsa contro il tempo i due riescono a fermare Gavrić ed evitare l'esplosione nucleare, salvando così la città dall'annientamento.

## Produzione

### Cast
Inizialmente, il ruolo di Dušan Gavrić era stato offerto agli attori serbi Predrag Manojlovic, Lazar Ristovski e Dragan Nikolic, i quali hanno tutti rifiutato l'ingaggio.

### Riprese
Le scene dell'inseguimento di Vienna sono state in realtà eseguite presso Bratislava, in Slovacchia.
Le riprese che ritraggono il terminal dell'aeroporto John F. Kennedy di New York sono state svolte presso il Jacob Javits Convention Center di Manhattan.
Per le scene finali nella chiesa venne chiesto il permesso di svolgere le riprese all'interno di alcuni luoghi sacri di New York, ma i curati che li gestivano rifiutarono. Ciò costrinse la regista a eseguire la scena in computer grafica.